# Jean-Thomas Hérissant des Carrières
 (avril 2022).
Si vous disposez d'ouvrages ou d'articles de référence ou si vous connaissez des sites web de qualité traitant du thème abordé ici, merci de compléter l'article en donnant les références utiles à sa vérifiabilité et en les liant à la section « Notes et références ».
Pour les articles homonymes, voir Carrières et Hérissant.
Jean-Thomas Hérissant des Carrières est un grammairien et littérateur français, né à Paris en 1742 et mort à Londres en 1820.
Après avoir été libraire-éditeur à Paris, il quitte la France pour l'Angleterre et reste à Londres, où il se fait une grande réputation par son enseignement de la langue française.

## Œuvres
- Jean-Thomas Hérissant des Carrières, le Catalogue de la bibliothèque de Mme de Pompadour, Paris, 1765.
- Jean-Thomas Hérissant des Carrières, Histoire d'Angleterre, traduite de l'anglais de Goldsmith (lettres), Londres, 1777.
- (fr + en) Jean-Thomas Hérissant des Carrières, Précis de l'histoire de France jusqu'au temps présent, Londres, 1792.
- Jean-Thomas Hérissant des Carrières, The Catechism of the Church of England in french, so as to facilitate the true prononciation of the french to the beginners, etc., Londres, 1790.
- Jean-Thomas Hérissant des Carrières, Grammatical Institutes of the French Language, designed for the use of schools, Londres, 1793.
- Jean-Thomas Hérissant des Carrières, Exercises of the rules and construction of French Speech, Londres, 1795.
- Jean-Thomas Hérissant des Carrières, Grammar of the French, Londres, 1796.
- Jean-Thomas Hérissant des Carrières, Petit Parnasse français ou Recueil de morceaux dans tous les différents genres de poésies françaises, à l'usage de la jeunesse, Londres, 1796.